# Aichi E11A
L'Aichi E11A (九八式水上偵察機?, Kyujuhachi Yatei), o secondo la convenzione di designazione "lunga" idrovolante da ricognizione Tipo 98 (nome in codice alleato Laura), era un idroricognitore a scafo centrale, monomotore biplano sviluppato dall'azienda aeronautica giapponese Aichi Tokei Denki KK nei tardi anni trenta.
Destinato ad equipaggiare i reparti di ricognizione aerea della Dai-Nippon Teikoku Kaigun Kōkū Hombu, la componente aerea della Marina imperiale giapponese, venne prodotto in piccola serie rimanendo in servizio, nel più ampio contesto della seconda guerra mondiale, fino alle prime fasi della Guerra del Pacifico ben presto sostituito da modelli più efficienti.

## Storia del progetto
Nel 1936 la Marina imperiale giapponese emise una specifica per la fornitura di un nuovo modello di idrovolante destinato a rimpiazzare l'Aichi E10A nelle missioni di ricognizione aerea e pattugliamento marittimo nell'area dell'Oceano Pacifico. A tal fine vennero contattate la Aichi Tokei Denki e la Kawanishi Kōkūki KK ed invitate a fornire due prototipi per una valutazione comparativa.
La proposta Aichi, identificata dall'azienda come AB-14, era relativa ad un idro a scafo centrale dalla velatura biplana, triposto, monomotore in configurazione spingente, che riproponeva molto da vicino soluzioni ed aspetto generale del precedente E10A.
Il primo prototipo venne realizzato molto velocemente, anche in virtù delle similitudini con il suo predecessore, e portato in volo per la prima volta nel giugno 1937. Testato con il concorrente Kawanishi E11K, di impostazione più moderna, durante il successivo periodo di prove risultò possedere, pur essendo dotato di una velocità massima inferiore, migliori capacità di volo e di stabilità sulla superficie acquatica. Dato che il modello era destinato a svolgere le sue missioni in notturna, la commissione esaminatrice della marina valutò ininfluente il dato sulla velocità, privilegiando invece gli altri aspetti tecnici del modello e determinando quindi che le sue prestazioni risultavano complessivamente superiori a quelle dell'E11K. Venne per questo ritenuto idoneo ad essere avviato, identificato secondo il tipo di designazione utilizzato E11A o idrovolante da ricognizione Tipo 98, alla produzione in piccola serie, che si attestò al suo termine, nel 1940, sulle sole 17 unità costruite, prototipi compresi.

## Tecnica
L'E11A era un idrovolante che riproponeva l'impostazione classica del suo predecessore, l'E10A, configurazione a scafo centrale, velatura biplana, monomotore in configurazione spingente.
Lo scafo, caratterizzato da una chiglia a due gradini, integrava l'unico abitacolo chiuso da un tettuccio finestrato apribile a scorrimento. Posteriormente terminava in un impennaggio cruciforme caratterizzato dall'elemento verticale di grandi dimensioni e dai piani orizzontali irrobustiti da una coppia di aste di controvento "a V", una per lato.
La configurazione alare era biplana con ali superiore ed inferiore di ugual pianta e misura, la seconda leggermente spostata verso coda, collegate tra loro da una doppia coppia di montanti per lato integrati da tiranti in cavetto d'acciaio. L'ala inferiore integrava anche i due galleggianti equilibratori.
La propulsione era affidata ad un motore Hiro Type 91 Mk.22, un 12 cilindri a W raffreddato a liquido in grado di esprimere, in quella versione, una potenza pari a 620 hp (455 kW), collocato in una gondola integrata al centro della struttura dell'ala superiore in configurazione spingente ed abbinato ad un'elica quadripala.
L'armamento difensivo consisteva in una singola mitragliatrice, una Type 92 calibro 7,7 mm adatto al munizionamento 7,7 × 58 mm Arisaka.

## Impiego operativo
Il modello iniziò ad essere consegnato alle unità dislocate su alcuni incrociatori leggeri della flotta combinata andando progressivamente a sostituire i superati E10A, tuttavia nel 1940, anno in cui venne consegnato l'ultimo esemplare, risultava anch'esso oramai obsoleto. Ebbe perciò un limitato impiego di prima linea, nel ruolo di idroricognitore notturno, rimanendo in servizio in tale ruolo fino al 1942, venendo ben presto relegato ad incarichi di seconda linea come idro da collegamento, da trasporto e da addestramento per la formazione dei nuovi equipaggi.
Il velivolo operò anche dagli incrociatori pesanti della classe Tone, il Tone appunto ed il Chikuma, ed un esemplare partecipò alla battaglia delle Midway, sebbene superato dal nuovo e più capace Aichi E13A. Venne usato anche dall'incrociatore pesante Ashigara nel 1941. Probabilmente il velivolo non venne mai usato in combattimento, anche se i 17 esemplari prodotti vennero usati dagli incrociatori leggeri che operavano come caccia-conduttori (cioè comando in mare per una squadriglia di cacciatorpediniere), come il Naha, che lo portava a bordo ancora nel 1943 l'Agano (nel tardo 1942) ed ancora il Sendai.

## Versioni
E11A1
versione idroricognitore notturno di produzione in serie.

## Utilizzatori
Giappone
- Dai-Nippon Teikoku Kaigun Kōkū Hombu